# Frost Bank Center
El Frost Bank Center es un pabellón deportivo situado en la ciudad de San Antonio, Texas, en los Estados Unidos. Se terminó de construir en el año 2002 con el nombre de SBC Center, con un coste de 175 millones de dólares, siendo financiado por el Condado de Bexar, con una contribución de 28,5 millones por parte de San Antonio Spurs, equipo de la NBA el cual disputa sus partidos en él.

## Nombre
Al terminarse la construcción, la empresa SBC Communications, Inc. adquirió los derechos del nombre del estadio por un periodo de 20 años, a cambio de 41 millones de dólares, en un acuerdo con la ciudad de San Antonio. Dicha empresa cambió su nombre en noviembre de 2005 por el de AT&T Inc.. El pabellón cambió oficialmente su nombre por el de AT&T Center en enero de 2006.
El 3 de agosto de 2023 se anunció que Frost Bank sería el nuevo patrocinador del estadio. El cambio de nombre a Frost Bank Center se hizo oficial el 22 de septiembre de 2023 y el sitio web del estadio y las cuentas de redes sociales reflejaron el cambio inmediatamente y la señalización del edificio se actualizó poco después.

## Capacidad
El estadio tiene una capacidad para 18 500 espectadores en partidos de baloncesto, que se reduce a 13 000 en partidos de hockey sobre hielo. Para otro tipo de acontecimientos, como conciertos o convenciones, la capacidad es de 19 000 personas. Cuenta además con 50 palcos de lujo.

## Eventos
Además de los San Antonio Spurs, allí juega el equipo de baloncesto femenino San Antonio Stars de la WNBA y el equipo de hockey sobre hielo San Antonio Rampage de la American Hockey League.
Desde 2003, el estadio alberga el San Antonio Stock Show & Rodeo, una de las principales ferias rurales del país.
En 2014 se realizó allí el combate de artes marciales mixtas UFC Fight Night: Swanson vs. Stephens.
En 2009 se celebró el espectáculo de lucha libre de la WWE Tables Ladders & Chairs 2009 y en 2011 el WWE Vengeance 2011, ambos de PPV.
En 2018 se celebró la edición de Hell in a cell 2018 de la WWE.